# صفية بنت الملك صبير
صفية بنت الملك صبير الحنّكابي، بنت أحد ملوك الشايقية في القرن التاسع عشر. قاد والدها الملك صبير الشايقية في موقعة جبل الضيقة ضد الأتراك عام 1820م. ولما انهزم الشايقية أسر الأتراك صفية، وبلغ من إعجاب إسماعيل باشا قائد الجيش التركي بشجاعتها وتحريضها لقومها في الحرب أن عاملها بتقدير واحترام وأرجعها إلى والدها في أفخم الحلل التركية، مما جعل والدها يقوم بالاستسلام لإسماعيل باشا بعد هذه المعاملة الحسنة لابنته.